# Villeggiatura

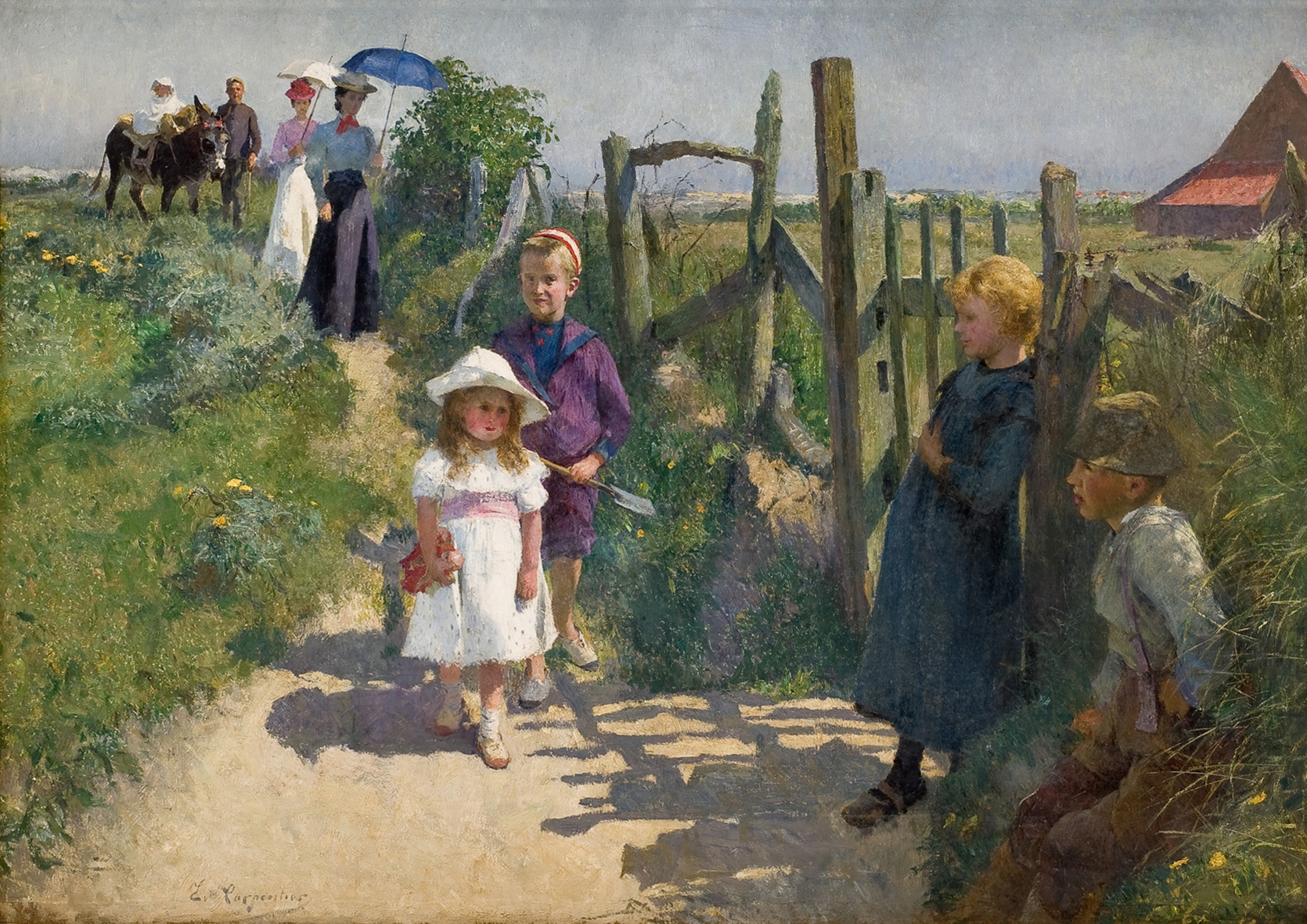
In villeggiatura, Évariste Carpentier (1845-1922), olio su tela (prima del 1902), dono del barone Rothschild al musée Fabre di Montpellier.

La villeggiatura è sinonimo di vacanza e, per metonimia, il luogo dove si trascorre la villeggiatura, in particolare le ville di delizia.
Il termine ha avuto inizio a Venezia durante il rinascimento per definire la residenza presso le ville di campagna durante certi periodi come l'estate, richiamando la pratica dell'otium nelle ville campane durante l'antica Roma.